# The Game Awards 2020
I The Game Awards 2020 si sono svolti a Los Angeles, il 10 dicembre 2020. L'evento è stato trasmesso in streaming su diversi siti di video sharing, ed è stato presentato dal giornalista canadese Geoff Keighley. A differenza delle precedenti edizioni, la cerimonia si è svolta virtualmente a causa della pandemia di COVID-19. Lo show è stato visto da oltre 83 milioni di stream, con 8,3 milioni di spettatori simultanei al suo apice.
Durante lo show vi sono state esibizioni musicali di Eddie Vedder e della London Philharmonic Orchestra oltre alle presenza d'ospiti noti tra cui Reggie Fils-Aimé, Gal Gadot, Brie Larson e Keanu Reeves.
The Last of Us Parte II è stato il videogioco ad aver ottenuto più candidature (11) e vittorie (7) della serata, stabilendo un record sia di candidature che di vittorie della cerimonia, aggiudicandosi inoltre il premio di Videogioco dell'anno.

## Candidati e vincitori
Le candidature sono state annunciate il 18 novembre 2020. Qualsiasi gioco pubblicato entro il 20 novembre 2020 era idoneo per essere preso in considerazione. I vincitori sono stati determinati tra la giuria (90 percento) e il voto del pubblico (10 percento); quest'ultimo si è tenuto tramite il sito web ufficiale. Le uniche due eccezioni sono state le categorie Player's Voice e Videogioco più atteso che è stato scelto completamente dal pubblico.

### Videogiochi
| Videogioco dell'anno | Miglior direzione videoludica |
| --- | --- |
| - The Last of Us Parte II – Naughty Dog / Sony Interactive Entertainment - Animal Crossing: New Horizons – Nintendo - Doom Eternal – id Software / Bethesda Softworks - Final Fantasy VII Remake – Square Enix - Ghost of Tsushima – Sucker Punch Productions / Sony Interactive Entertainment - Hades – Supergiant Games                                        | - The Last of Us Parte II – Naughty Dog / Sony Interactive Entertainment - Final Fantasy VII Remake – Square Enix - Ghost of Tsushima – Sucker Punch Productions / Sony Interactive Entertainment - Hades – Supergiant Games - Half-Life: Alyx – Valve |
| Best Ongoing Game | Miglior narrativa |
| - No Man's Sky – Hello Games - Apex Legends – Respawn Entertainment / Electronic Arts - Call of Duty: Warzone – Infinity Ward / Raven Software / Activision - Destiny 2 – Bungie - Fortnite – Epic Games | - The Last of Us Parte II – Neil Druckmann e Halley Gross - 13 Sentinels: Aegis Rim – George Kamitani - Final Fantasy VII Remake – Kazushige Nojima, Motomu Toriyama, Hiroaki Iwaki e Sachie Hirano - Hades – Greg Kasavin - Ghost of Tsushima – Ian Ryan, Liz Albl, Patrick Downs e Jordan Lemos |
| Miglior direzione artistica | Miglior colonna sonora |
| - Ghost of Tsushima – Sucker Punch Productions / Sony Interactive Entertainment - Final Fantasy VII Remake – Square Enix - Hades – Supergiant Games - The Last of Us Parte II – Naughty Dog / Sony Interactive Entertainment - Ori and the Will of the Wisps – Moon Studios / Xbox Game Studios                                                                  | - Final Fantasy VII Remake – Nobuo Uematsu, Masashi Hamauzu e Mitsuto Suzuki - Doom Eternal – Mick Gordon - Hades – Darren Korb - The Last of Us Parte II – Gustavo Santaolalla e Mac Quayle - Ori and the Will of the Wisps – Gareth Coker |
| Miglior montaggio sonoro | Miglior interpretazione |
| - The Last of Us Parte II – Naughty Dog / Sony Interactive Entertainment - Doom Eternal – id Software / Bethesda Softworks - Ghost of Tsushima – Sucker Punch Productions / Sony Interactive Entertainment - Half-Life: Alyx – Valve - Resident Evil 3 – Capcom                                                                                                  | - Laura Bailey interprete di Abby – The Last of Us Parte II - Logan Cunningham interprete di Hades – Hades - Nadji Jeter interprete di Miles Morales – Spider-Man: Miles Morales - Ashley Johnson interprete di Ellie – The Last of Us Parte II - Daisuke Tsuji interprete di Jin Sakai – Ghost of Tsushima |
| Games for Impact | Miglior videogioco indipendente |
| - Tell Me Why – Don't Nod / Xbox Game Studios - If Found... – Dreamfeel / Annapurna Interactive - Kentucky Route Zero – Cardboard Computer / Annapurna Interactive - Spiritfarer – Thunder Lotus Games - Through the Darkest of Times – Paintbucket Games / HandyGames                                                                                           | - Hades – Supergiant Games - Carrion – Phobia Game Studio / Devolver Digital - Fall Guys: Ultimate Knockout – Mediatonic / Devolver Digital - Spelunky 2 – Mossmouth - Spiritfarer – Thunder Lotus Games |
| Miglior videogioco mobile | Miglior videogioco VR/AR |
| - Among Us – Innersloth - Call of Duty: Mobile – TiMi Studios / Activision - Genshin Impact – miHoYo - Legends of Runeterra – Riot Games - Pokémon Café Mix – Genius Sonority / The Pokémon Company | - Half-Life: Alyx – Valve - Dreams – Media Molecule / Sony Interactive Entertainment - Iron Man VR – Camouflaj / Sony Interactive Entertainment - Star Wars: Squadrons – Motive Studios / Electronic Arts - The Walking Dead: Saints & Sinners – Skydance Interactive |
| Miglior videogioco d'azione | Miglior videogioco d'avventura/azione |
| - Hades – Supergiant Games - Doom Eternal – Mick Gordon - Half-Life: Alyx – Valve - Nioh 2 – Team Ninja - Streets of Rage 4 – Dotemu | - The Last of Us Parte II – Naughty Dog / Sony Interactive Entertainment - Assassin's Creed Valhalla – Ubisoft Montreal / Ubisoft - Ghost of Tsushima – Sucker Punch Productions / Sony Interactive Entertainment - Ori and the Will of the Wisps – Moon Studios / Xbox Game Studios - Spider-Man: Miles Morales – Insomniac Games / Sony Interactive Entertainment - Star Wars Jedi: Fallen Order – Respawn Entertainment / Electronic Arts |
| Miglior videogioco di ruolo | Miglior videogioco picchiaduro |
| - Final Fantasy VII Remake – Square Enix - Genshin Impact – miHoYo - Persona 5 Royal – Atlus / Sega - Wasteland 3 – inXile Entertainment / Deep Silver - Yakuza: Like a Dragon – Ryu Ga Gotoku Studio / Sega | - Mortal Kombat 11: Ultimate Edition – NetherRealm Studios / WB Games - Granblue Fantasy Versus – Arc System Works / Cygames / Xseed Games - One-Punch Man: A Hero Nobody Knows – Spike Chunsoft / Bandai Namco - Street Fighter V Champion Edition – Dimps / Capcom - Under Night In-Birth Exe:Late[cl-r] – French Bread / Arc System Works / Aksys                                                                                         |
| Miglior videogioco per famiglie | Miglior videogioco strategico |
| - Animal Crossing: New Horizons – Nintendo - Crash Bandicoot 4: It's About Time – Toys for Bob / Activision - Fall Guys: Ultimate Knockout – Mediatonic / Devolver Digital - Mario Kart Live: Home Circuit – Velan Studios / Nintendo - Minecraft Dungeons – Mojang Studios / Xbox Game Studios - Paper Mario: The Origami King – Intelligent Systems / Nintendo | - Microsoft Flight Simulator – Asobo Studio / Xbox Game Studios - Crusader Kings III – Paradox Interactive - Desperados III – Mimimi Games / THQ Nordic - Gears Tactics – Splash Damage / The Coalition / Xbox Game Studios - XCOM: Chimera Squad – Firaxis Games / 2K Games |
| Miglior videogioco sportivo/simulatore di guida | Miglior videogioco multigiocatore |
| - Tony Hawk's Pro Skater 1 + 2 – Vicarious Visions / Activision - Dirt 5 – Codemasters - F1 2020 – Codemasters - FIFA 21 – EA Vancouver / EA Sports - NBA 2K21 – Visual Concepts / 2K Games | - Among Us – Innersloth - Animal Crossing: New Horizons – Nintendo - Fall Guys: Ultimate Knockout – Mediatonic / Devolver Digital - Call of Duty: Warzone – Infinity Ward / Raven Software / Activision - Valorant – Riot Games |
| Miglior community | Miglior videogioco indie al debutto |
| - Fall Guys: Ultimate Knockout – Mediatonic / Devolver Digital - Apex Legends – Respawn Entertainment / Electronic Arts - Destiny 2 – Bungie - Fortnite – Epic Games - No Man's Sky – Hello Games - Valorant – Riot Games | - Phasmophobia – Kinetic Games - Carrion – Phobia Game Studio / Devolver Digital - Mortal Shell – Cold Symmetry / Playstack - Raji: An Ancient Epic – Nodding Heads Games / Super.com - Röki – Polygon Treehouse / United Label |
| Videogioco più atteso | Innovation in Accessibility |
| - Elden Ring – FromSoftware / Bandai Namco Entertainment - God of War Ragnarök – Santa Monica Studio / Sony Interactive Entertainment - Halo Infinite – 343 Industries / Xbox Game Studios - Horizon Forbidden West – Guerrilla Games / Sony Interactive Entertainment - The Legend of Zelda: Tears of the Kingdom – Nintendo - Resident Evil Village – Capcom   | - The Last of Us Parte II – Naughty Dog / Sony Interactive Entertainment - Assassin's Creed Valhalla – Ubisoft Montreal / Ubisoft - Grounded – Obsidian Entertainment / Xbox Game Studios - HyperDot – Tribe Games / GLITCH - Watch Dogs Legion – Ubisoft Toronto / Ubisoft |
| Player's Voice | |
| - Ghost of Tsushima – Sucker Punch Productions / Sony Interactive Entertainment - The Last of Us Parte II – Naughty Dog / Sony Interactive Entertainment - Doom Eternal – id Software / Bethesda Softworks - Hades – Supergiant Games - Spider-Man: Miles Morales – Insomniac Games / Sony Interactive Entertainment                                             | |

### eSport/altri
| Miglior videogioco di sport elettronici | Miglior giocatore di sport elettronici |
| --- | --- |
| - League of Legends – Riot Games - Call of Duty: Modern Warfare – Infinity Ward / Raven Software / Activision - Counter-Strike: Global Offensive – Valve - Fortnite – Epic Games - Valorant – Riot Games | - Heo "Showmaker" Su (Damwon Gaming, League of Legends) - Anthony "Shotzzy" Cuevas-Castro (Dallas Empire, Call of Duty League) - Kim "Canyon" Geon-bu (Damwon Gaming, League of Legends) - Matthieu "ZywOo" Herbaut (Team Vitality, Counter-Strike: Global Offensive) - Ian "Crimsix" Porter (Dallas Empire, Call of Duty League) |
| Miglior squadra di sport elettronici | Miglior allenatore di sport elettronici |
| - G2 Esports (League of Legends) - Dallas Empire (Call of Duty League) - Damwon Gaming (League of Legends) - San Francisco Shock (Overwatch League) - Team Secret (Dota 2) | - Danny "Zonic" Sørensen (Astralis, Counter-Strike: Global Offensive) - Lee "Zefa" Jae-min (T1, League of Legends) - Fabian "Grabbz" Lohmann (G2 Esports, League of Legends) - Raymond "rambo" Lussier (Dallas Empire, Call of Duty) - Dae-hee "Crusty" Park (San Francisco Shock, Overwatch League)                              |
| Miglior evento di sport elettronici | Miglior host di sport elettronici |
| - 2020 League of Legends World Championship (League of Legends) - 2020 Overwatch League Grand Finals (Overwatch) - BLAST Premier: Spring 2020 European Finals (Counter-Strike: Global Offensive) - Call of Duty League Championship 2020 (Call of Duty: Modern Warfare) - IEM Katowice 2020 (Counter-Strike: Global Offensive) | - Eefje "Sjokz" Depoortere - Alex "Goldenboy" Mendez - James "Dash" Patterson - Jorien "Sheever" van der Heijden - Alex "Machine" Richardson |
| Global Gaming Citizens | Miglior creatore di contenuti dell'anno |
| - Jennifer Hazel - Adam Gazzaley - Latinx in Gaming | - Rachell "Valkyrae" Hofstetter - Timothy "TimTheTatman" Betar - Nick "Nickmercs" Kolcheff - Jay-Ann Lopez - Alanah Pearce |

## Videogiochi con più candidature e premi
| Candidature | Videogioco                    |
| ----------- | ----------------------------- |
| 11          | The Last of Us Parte II       |
| 9           | Hades                         |
| 8           | Ghost of Tsushima             |
| 6           | Final Fantasy VII Remake      |
| 5           | Doom Eternal                  |
| 4           | Half-Life: Alyx               |
| 4           | Fall Guys: Ultimate Knockout  |
| 3           | Animal Crossing: New Horizons |
| 3           | Fortnite                      |
| 3           | Ori and the Will of the Wisps |
| 3           | Spider-Man: Miles Morales     |
| 3           | Valorant                      |

| Premi | Videogioco               |
| ----- | ------------------------ |
| 7     | The Last of Us Parte II  |
| 2     | Among Us                 |
| 2     | Final Fantasy VII Remake |
| 2     | Ghost of Tsushima        |
| 2     | Hades                    |